# Isle-Aubigny
Isle-Aubigny är en kommun i departementet Aube i regionen Grand Est (tidigare regionen Champagne-Ardenne) i nordöstra Frankrike. Kommunen ligger  i kantonen Ramerupt som ligger i arrondissementet Troyes. År 2022 hade Isle-Aubigny 171 invånare.

## Befolkningsutveckling
Antalet invånare i kommunen Isle-Aubigny
Referens: INSEE